# Gérard Araud

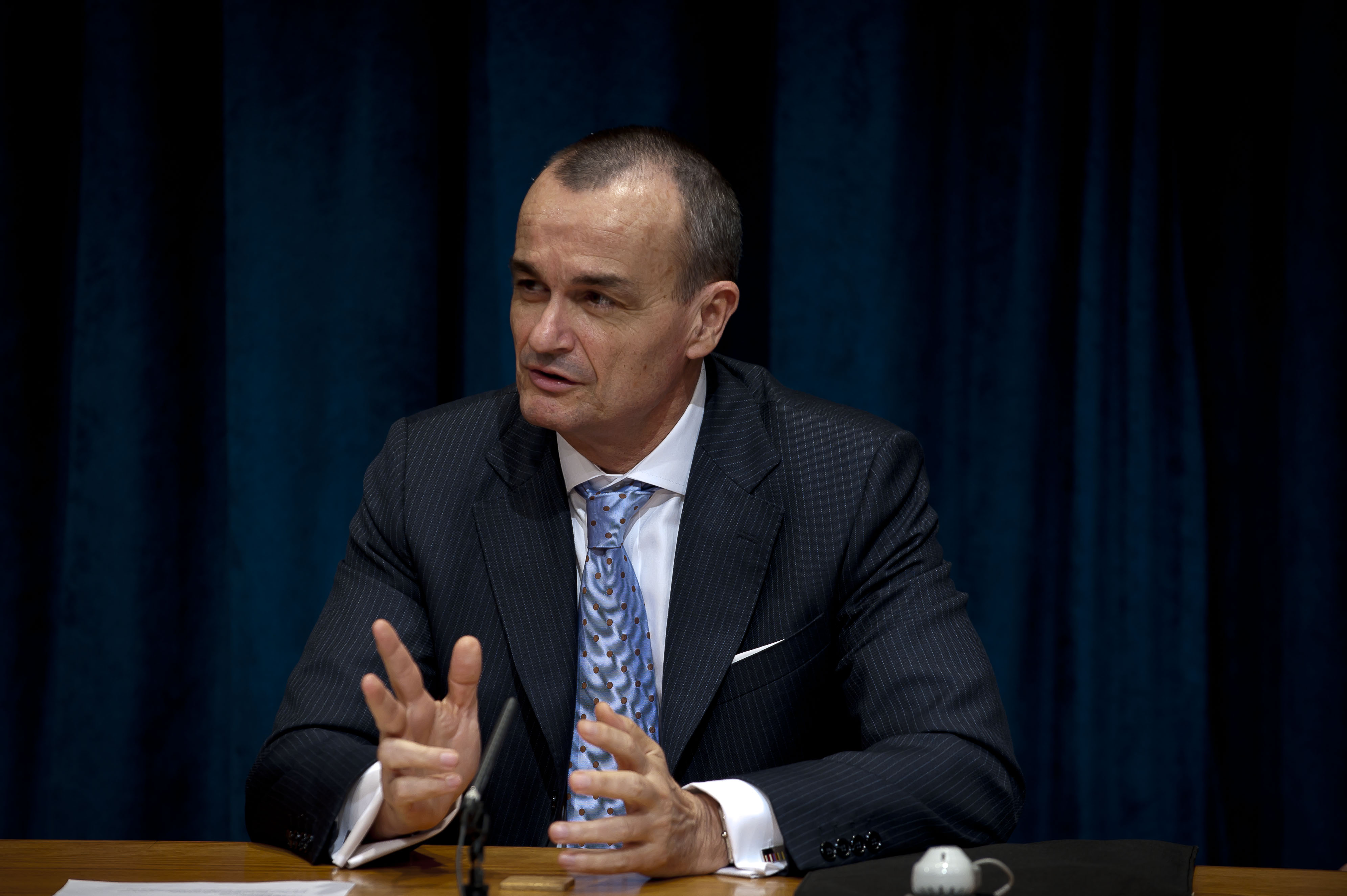
Gérard Araud (2011)

Gérard Araud (* 20. Februar 1953 in Marseille) ist ein französischer Diplomat und Buchautor. Von 2014 bis 2019 war er der Botschafter Frankreichs in den Vereinigten Staaten.

## Leben
Gérard Araud studierte an vier Elitehochschulen: Am Institut d’études politiques de Paris, an der École nationale de la statistique et de l’administration économique, an der École polytechnique sowie der ENA. Dort machte er seinen Abschluss in dem nach Henri François d’Aguesseau benannten Jahr und trat 1982 in den Dienst des Außenministeriums.
Von 1982 bis 1984 war er Botschaftssekretär in Tel Aviv, von 1985 bis 1986 arbeitete er in der Pariser Zentrale. Von 1987 bis 1991 war er Botschaftsrat in Washington und arbeitete von 1991 bis 1993 wieder am Sitz des Außenministeriums, dem Quai d’Orsay. 1993 beriet er François Léotard. Von 1995 bis 2000 wurde er im Nordatlantikrat beschäftigt. Von 10. September 2003 bis 16. Oktober 2006 war er Botschafter in Tel Aviv. Vom 28. August 2009 bis 2014 war er permanenter Repräsentant der französischen Regierung beim UN-Hauptquartier in New York. Von 2014 bis 2019 war er Botschafter in Washington, D.C. Araud ist mit dem Fotografen Pascal Blondeau verheiratet.
Nach dem Ausscheiden aus dem diplomatischen Dienst wurde Araud (mit Juliette Kayyem als früherer Sicherheitsberaterin Präsident Obamas sowie dem ersten US-Minister für „Heimatsicherheit“, Tom Ridge) Berater des israelischen Unternehmens NSO Group Technologies. Diese ermöglicht mit der Spyware Pegasus das unbemerkte Fernüberwachen von Smartphones. 2021 berichteten Medien, dass Telefonnummern des französischen Staatspräsidenten Emmanuel Macron und des Außenministers Jean-Yves Le Drian als Ziel solcher Maßnahmen gespeichert waren.
Er veröffentlicht Kolumnen im bürgerlich-konservativen Nachrichtenmagazin Le Point.

## Schriften
- Passeport diplomatique. Trente-sept ans au Quai d’Orsay. Mémoires, Éditions Grasset, Paris 2019, ISBN 978-22-468-2111-3.
- Henry Kissinger. Le diplomate du siècle. Éditions Tallandier, Collection Texto, Paris 2021, ISBN 979-10-210-5617-6.
- Histoires diplomatiques. Leçons d’hier pour le monde d’aujourd’hui. Éditions Grasset, Paris 2022, ISBN 978-22-468-2738-2.
- Nous étions seuls. Une histoire diplomatique de la France 1919–1939. Éditions Tallandier, Collection Essais, Paris 2023, ISBN 979-10-210-5288-8.
- Israël : Le piège de l’Histoire. Tallandier, Collection Essais, Paris 2024, ISBN 979-10-210-6150-7.